# City Transformer

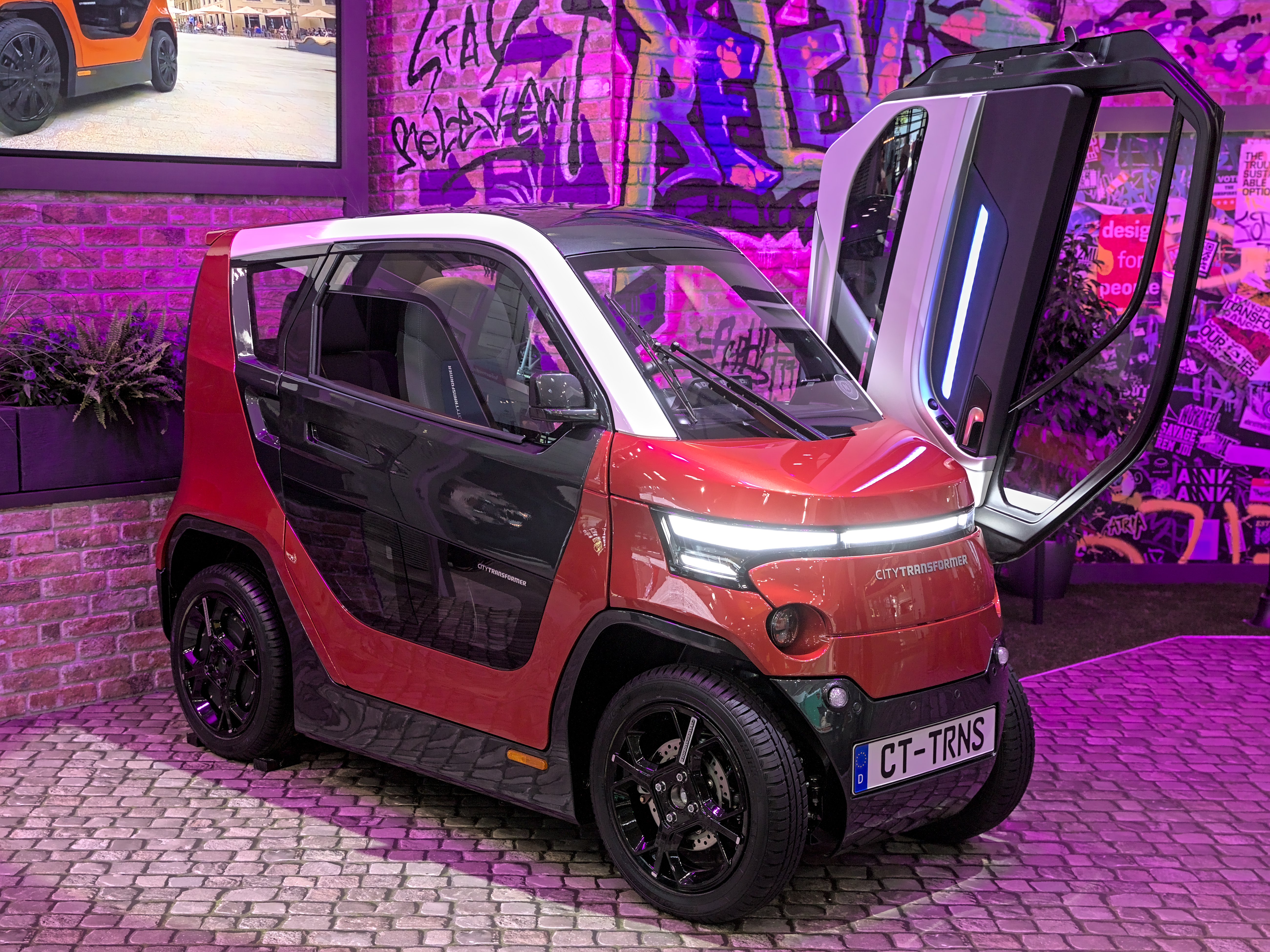
City Transformer CT1

City Transformer Ltd. – izraelski producent elektrycznych mikrosamochodów z siedzibą w Tel Awiwie działający od 2014 roku.

## Historia
Startup City Transformer założony został w 2014 roku w izraelskim Tel Awiwie przez inżyniera i przedsiębiorcę Asafa Formozę. Za cel obrano opracowanie niewielkiego, elektrycznego samochodu stanowiącego odpowiedź na rosnący problem z zakorkowaniem i brakiem miejsc do parkowania na terenie izraelskich miast, prezentując w pierwszym roku działalności szkice mające obrazować przyszłą formułę pojazdu City Transformer. Zaawansowane prace nad pojazdem nabrały tempa w 2017 roku, kiedy to przedsiębiorstwo przedstawiło pierwsze informacje na temat planowanych wymiarów i specyfikacji technicznej.
Pierwszy, wstępny prototyp firmy City Transfomer przedstawiono publiczności w rodzimym Izraelu w lipcu 2018 roku, a będący we wczesnej fazie rozwoju pojazd wyróżniła wówczas wąska karoseria z tworzywa sztucznego, a także brak bocznych szyb. Przez kolejne 3 lata izraelski startup skoncentrował swoje działania na rozwoju produkcyjnej postaci swojego samochodu, jak i poszukiwaniu źródeł finansowania, czego efektem było ogłoszenie w styczniu 2021 roku zabezpieczenia kwoty 15 milionów szekli na dalszą działalność.
Podczas targów samochodowych IAA 2021 w niemieckim Monachium na początku września odbyła się światowa premiera produkcyjnego City Transformer CT1, realizując kluczowe założenia rozwijanego przez 7 lat projektu. Elektryczny mikrosamochód wyróżnił się nietypową koncepcją zmiennego rozstawu kół, który w zależności od warunków może się rozszerzać lub zwężać, ułatwiając np. parkowanie. Zamówienia na pojazd rozpoczęto zbierać miesiąc później, w październiku. Początek produkcji pojazdu wyznaczony został na 2022 rok, pojawiając się w pierwszej kolejności na ulicach Izraela na przełomie 2022 i 2023 roku. Wiosną 2023 roku firma pozyskała jednak tylko europejską homologację, a plan rozpoczęcia produkcji przełożyła na przełom 2024 i 2025 roku.

## Modele samochodów

### Planowane
- CT1